# Gnathonaroides
Gnathonaroides Bishop & Crosby, 1938 è un genere di ragni appartenente alla famiglia Linyphiidae.

## Distribuzione
L'unica specie oggi attribuita a questo genere è stata reperita negli USA e in Canada, in località ad est delle Montagne Rocciose.

## Tassonomia
A dicembre 2011, si compone di una specie:
- Gnathonaroides pedalis (Emerton, 1923)[3] — USA, Canada